# 苏苏奈斯基山脉
苏苏奈斯基山脉（俄語：Сусунайский Хребет），日称铃谷山脉（日语：／）是萨哈林岛东部的山，从皆岸山至斯潘貝格山间，由堆积岩和变成岩组成，属萨哈林州，长55公里，最高点海拔1,047米，含契訶夫峰、普希金山等山峰。